# Your Disco Needs You
«Your Disco Needs You» es una canción onda disco escrita por la australiana Kylie Minogue, Guy Chambers y Robbie Williams para su séptimo álbum de estudio, Light Years. Fue producida por Steve Power y Chambers.
El coro es cantado por Tracy Ackerman y Robbie Williams.

## Información de la canción
La canción fue lanzada como quinto sencillo a comienzos del 2001 en algunos territorios y fue top 20 en Australia, llegando a la posición #20.
El lanzamiento de la canción fuera del Reino Unido enojó a muchos fanes de Minogue y provocó protestas a las afueras de su compañía en Reino Unido del cabildeo de sus fanes por este lanzamiento. Cuando se consideró que el cuarto sencillo de Light Years iba a ser Your Disco Needs You, la compañía discográfica de Kylie eligió como cuarto sencillo la canción de sonido latino Please Stay en lugar de este.
Aunque la canción no tuvo las mismas posiciones en las listas de popularidad como sus últimos anteriores sencillos, se convirtió en un gran éxito en los clubes en Europa, incluyendo el Reino Unido
En marzo del 2008 SameSame.com.au posicionó a la canción en el #5 de la lista "Las 50 canciones más gays de todo el tiempo.

## Versiones en varios idiomas
La versión original contiene cuatro líneas habladas en francés. Durante la misma sesión, Minogue grabó versiones de esas líneas en otros idiomas, incluyendo alemán, español y japonés.
Versos en francés: Vous êtes jamais seuls | Vous savez ce qu'il faut faire | Ne laissez pas tomber votre nation | La disco a besoin de vous!
Versos en alemán: Du bist niemals allein | Du weisst was du tun musst | Lass dein Volk nicht im Stich | Deine Disco braucht dich!
Versos en español: Nunca estás sola | Sabes lo que tienes que hacer | No le falles a tu pueblo | ¡Tu discoteca te necesita!

## Otras versiones
En el 2007, la canción fue versionada por Tru Calling y fue establecida para el lanzamiento en el 2008, aunque el tema no llegó a materializarse.
El cantante ruso-búlgaro Philipp Kirkorov usó la música de la canción en su tema "Моя песня" ("Moya Pesnya"), pero con la letra diferente.

## 2008 Almighty Remix
En el 2008 Almighty, quien había originalmente remixado la canción como parte de la promoción del álbum Light Years, lanzó We All Love Kylie, un álbum de versiones remixadas de algunas canciones de Kylie hechas en su típica música Dance/Club/Camp. Una de esas versiones fue remixada de "Your Disco Needs You".
Aunque no aparece la voz de Kylie en el álbum, Almighty lanzó una versión con la voz de ella como bonus.También existe un Radio Edit del tema.

## Presentaciones en vivo
- On A Night Like This Tour
- Showgirl: The Greatest Hits Tour
- KylieX2008: Agregó la canción el 10 de mayo del 2008 para presentarla en el concierto de Fráncfort donde permaneció por el resto de la gira.
- For You, For Me Tour 2009: Hubo un improvisado de la presentación de la canción a capela de Chicago para esta gira por dificultades técnicas siendo ordenado fuera del escenario. La canción fue presentada de nuevo, pero con instrumentación completa, en Toronto.
- Kiss Me Once Tour

## Formatos
Alemania sencillo en CD 1
1. «Your Disco Needs You» (3:33)
2. «Your Disco Needs You» (Almighty Mix Edit) (3:29)
3. «Your Disco Needs You» (Almighty Mix) (8:22)
4. «Your Disco Needs You» (German Version) (3:33)
5. «Password» (3:49)

Alemania sencillo en CD 2
1. «Your Disco Needs You» (Casino Mix) (3:38)
2. «Your Disco Needs You» (3:33)
3. «Your Disco Needs You» (Almighty Mix) (8:22)
4. «Please Stay» (7th District Club Flava Mix) (6:33)

Australia sencillo en CD
1. «Your Disco Needs You» (3:33)
2. «Your Disco Needs You» (Almighty Mix Edit) (3:29)
3. «Your Disco Needs You» (Almighty Mix) (8:22)
4. «Your Disco Needs You» (Casino Mix) (3:38)
5. «Your Disco Needs Yo»u (German Version) (3:33)
6. «Password» (3:49)

## Posicionamiento
| Listas (2001)           | Posición |
| ----------------------- | -------- |
| Checo Singles Chart     | 12       |
| Suiza Singles Chart     | 27       |
| Australia Singles Chart | 20       |
| España Singles Chart    | 39       |
| Perú Singles Chart      | 18       |
| Rumania Singles Chart   | 21       |
| Alemania Singles Chart  | 31       |

- Datos: Q637919